# Luis de Santa Cruz y Padilla
Luis de Santa Cruz Padilla y Vera (* Saña, 1634 - † Lima, 1706) fue un militar criollo, quien obtuvo el título de Conde de San Juan de Lurigancho.
Bautizado en su ciudad natal, el 19 de julio de 1634, fueron sus padres el limeño Alonso de Santa Cruz y Padilla, y la dama lambayecana Dorotea de Vera y Soto. Dedicado a la vida militar, hacia 1660 contrajo matrimonio en la ciudad chilena de Concepción con Juliana Fernández Gallardo y Arias de Molina, hija del capitán Diego Fernández Gallardo, encomendero y corregidor de dicha provincia.
En virtud a sus méritos y servicios familiares y propios, el rey Carlos II le concedió el título nobiliario de Conde de San Juan de Lurigancho, el 18 de abril de 1695. Pasó sus últimos años residiendo en Lima, donde testó el 21 de julio de 1703 ante el escribano Pedro Pérez Landero, falleciendo tres años después.
Lo sucedió en el condado, su único hijo Joseph de Santa Cruz y Gallardo.